# Claire Rougeulle
Claire Rougeulle est une généticienne française née le 12 janvier 1969 au Havre. Elle est directrice de recherche au Centre national de la recherche scientifique. Ses recherches portent sur l'épigénétique et notamment sur les longs ARN non codants (lncRNAs) et sur l'inactivation du chromosome X.

## Biographie
Elle obtient son DEA en 1991 à l'Université Pierre-et-Marie-Curie, où elle soutient sa thèse en génétique en 1996 sous la direction de Philip Avner. Après son doctorat, elle effectue un stage postdoctoral au Boston Children's Hospital à la Harvard Medical School à Boston. En 1999, elle entre au CNRS en tant que chargée de recherche. Elle travaille au laboratoire de Philip Avner à l'Institut Pasteur sur la chromatine et sur l'inactivation du chromosome X. En 2009, elle rejoint l'institut d'épigénétique et destin cellulaire à l'Université Paris-Diderot où elle devient responsable de l’équipe « ARN non codants, différenciation et développement ». Depuis 2018, elle enseigne à l'École polytechnique. Elle est directrice adjointe de l'institut d'épigénétique et destin cellulaire depuis janvier 2019.

## Honneurs et récompenses
Claire Rougeulle est membre de l'EMBO depuis 2016.

### Prix
- 2007 : 
  - Bourse Starting Grant du conseil européen de la recherche[7]
  - Médaille de bronze du CNRS[7]
- 2016 : Prix Jean-Pierre Lecocq de l'académie des sciences[8]
- 2018 : Prix du magazine La Recherche avec Céline Vallot[9]
- 2019 : Médaille d'argent du CNRS[7]
- 2020:
  - Lauréate Advanced Grant du conseil européen de la recherche[10]
- 2021:
  - Prix Antoine Lacassagne[11] du collège de France
  - Nomination chevalier dans l’Ordre National du Mérite[12]

## Recherches
Au sein de l'unité UMR7216 de l'institut d'épigénétique et destin cellulaire, Claire Rougeulle anime une équipe d'une dizaine de personnes. Les projets en cours :
- Étude des lncRNAs contrôlant l’inactivation de l’X chez la souris
- Régulation de l’inactivation du X chez l’homme, et contribution des lncRNAs à la variation de stratégies d’inactivation entre espèces
- LncRNAs et contextes pathologiques

### Publications
- Mahadik K, Rougeulle C.  Study of X Chromosome Activity Status in Human Naive Pluripotent Stem Cells Using RNA-FISH Methods Mol Biol. 2022;2416:239-255
- Moscatelli M., Rougeulle C. Dernières nouvelles du chromosome X: des principes généraux nuancés. Médecine/Sciences, 37 2 (2021) 152-158
- Ouimette JF, Rougeulle C. Many XCI-ting routes to reach the eXACT dose. Nat Cell Biol. 2020 Dec;22(12):1397-1398
- Cazottes E., Rougeulle C. Straight to the X: Modeling Human X Chromosome Inactivation in hESCs by FGF Signal Blockade.Cell Stem Cell.2020 Sep 3;27(3):352-353
- Patrat C, Ouimette JF, Rougeulle C. X chromosome inactivation in human development. Development. 2020 Jan 3;147(1).
- Casanova M, Moscatelli M, Chauvière LÉ, Huret C, Samson J, Liyakat Ali TM, Rosspopoff O, Rougeulle C. A primate-specific retroviral enhancer wires the XACT lncRNA into the core pluripotency network in humans. Nat Commun. 2019 Dec 11;10(1):5652.
- Furlan G, Gutierrez Hernandez N, Huret C, Galupa R, van Bemmel JG, Romito A, Heard E, Morey C, Rougeulle C.  The Ftx Noncoding Locus Controls X Chromosome Inactivation Independently of Its RNA Products. Mol Cell. 2018 Apr 2
- (en) JF Ouimette, C Rougeulle et RA Veitia, Three-dimensional genome architecture in health and disease, 29 janvier 2018 (PMID 29377081, lire en ligne)
- (en) C Rougeulle et 35 collaborateurs (Free PMC article), Parallel derivation of isogenic human primed and naive induced pluripotent stem cells, 24 janvier 2018 (PMID 29367672, lire en ligne)
- (en) G Furlan, N Gutierrez Hernandez, C Huret, R Galupa, JG van Bemmel, A Romito, E Heard, C Morey et C Rougeulle (Free full text), The Ftx Noncoding Locus Controls X Chromosome Inactivation Independently of Its RNA Products, 3 mai 2018 (PMID 29706539, lire en ligne)